# Нариман Нариманов (станция метро)
«Нариман Нариманов» (азерб. Nəriman Nərimanov) — станция первой (Красной) линии Бакинского метрополитена и станция второй (Зелёной) линии Бакинского метрополитена. Расположена между станциями «Бакмил», «Гянджлик» и «Улдуз». На станции «Нариман Нариманов» разветвляются поезда, следующие до станции «Ази Асланов» (основное направление) и до станции «Бакмил».

## История открытия станции

Мозаичное панно с изображением Наримана Нариманова на станции метро

Станция «Нариман Нариманов» была открыта 6 ноября 1967 года в составе первой очереди Бакинского метрополитена «Бакы Совети» — «Нариман Нариманов». Была конечной до открытия станции «Улдуз» в 1970 году. Первоначальное название станции являлось «Монтино», в честь революционера Петра Монтина и в соответствии с названием посёлка Монтина, находящегося поблизости. Но, на этапе окончания строительства ей было присвоено имя видного Азербайджанского государственного деятеля, врача, драматурга Наримана Нариманова, который являлся в 1920—1922 годы председателем Совета Народных Комиссаров Азербайджанской ССР.
При подъезде к станции в вагонах звучит фрагмент песни «Цветы мои» композитора Арифа Меликова.
Находится около центра района города на пересечении улиц Тебриз (бывшая Чапаева) и Ага Нейматулла.
Имеет 4 выхода:
1. Стоматологическая поликлиника
2. Бывший магазин «Детский мир»
3. Кинотеатр имени Нариманова
4. Парк имени Нариманова.

Возле выходов находятся автобусные остановки, парк, магазины бытовой техники, предприятия общепита (McDonald’s и др.), кинотеатр, также недалеко располагается Больница № 5,отделение полиции № 18 и торгово-развлекательный центр «Metropark».

## Пожар в вагоне поезда на перегоне Улдуз — Нариман Нариманов 28 октября 1995 года
28 октября 1995 года станция Нариманова получила печальную известность, когда между ней и станцией «Улдуз» случился Пожар в Бакинском метро 1995 года, ставший крупнейшей аварией Бакинского метро, а также крупнейшим по числу жертв инцидентом в истории всех метрополитенов мира.